# Cécilia Loff Pereira Sérgio Costa Gomes
Cécilia Loff Pereira Sérgio Costa Gomes (1942) es una botánica, brióloga, taxónoma, y profesora portuguesa. Ha trabajado extensamente sobre la flora vascular de Portugal. Ha colaborado con el personal académico del Departamento de Historia natural de la Universidad de las Azores. Desarrolla actividades profesionales como investigadora principal de la Facultad de Ciencias de la Universidad de Lisboa. Y ha participado en expediciones botánicas a Madeira.
Ha sido parte en la "Base de Dados de Projectos do Programa Nacional de Re-Equipamento Científico", del Ministerio de Ciencia y Tecnología de Portugal.

## Algunas publicaciones
- c. Garcia, c. Sérgio, m. Sim-Sim. 2012. Folioceros incurvus (Stephani) D.C. Bhardwaj. En: L Ellis et al. New national and regional records, 30. J. of Bryology 34(1): 46

- ------------, -----------, ----------. 2012. Phaeoceros carolinianus (Michx.) Prosk. En: L Ellis et al. New national and regional records 30. J. of Bryology 34(1): 48

- ------------, -----------, j.c. Villarreal, m. Sim-Sim, f. Lara. 2012. The hornworts Dendroceros Nees and Megaceros Campb. in São Tomé e Príncipe (Africa, Gulf of Guinea) with the description of Dendroceros paivae sp. nov. Cryptogamie, Bryologie 33(1): 3-21

- ------------, m. Sim-Sim, c. Sérgio, s. Stow. 2012. Jungermannia exsertifolia Steph. Subsp. cordifolia (Dumort.) Vana. En: L Ellis et al. New national and regional records 30. J. of Bryology 34(3): 238

- cecília l.p. Sérgio, palmira Carvalho, césar a. Rodrigues Garcia. 2009. Guia de campo dos briófitos e líquenes das florestas portuguesas. Editor Jardim Botânico, 119 pp. ISBN 9729649197, ISBN 9789729649196

- ---------------------, mafalda Carvalho Sim-Sim. 2006. Annotated Catalogue of Madeiran Bryophytes. N.º 10 de Boletim do Museu Municipal do Funchal: Suplemento, dx 0870-3876. Editor Ayuntamiento, 163 pp.

- césar a. Rodrigues Garcia, cecília l.p. Sérgio Costa Gomes, maria m. Pinheiro Sim-Sim. 2006. Briófitos epifitos de ecossistemas florestais em Portugal [texto policopiado] : biodiversidade e conservação. Lisboa. XXII, 415 pp. il. 1 CD-ROM en caja, il. Ed. impresa y en CD-ROM. Bibliografía, pp. 375-408

- timo Koponen, Cecília Sérgio. 2001. Solving the Identity of the Large Plagiomnium (Musci) from Madeira (Portugal): P. Undulatum Var. Madeirense T. Kop. & C. Sérgio. 6 pp.

- susana Fontinha, Cecília Sérgio. 1998. First Reference to the Bryoflora of Porto Santo's Islets. Editor Museu Municipal do Funchal, História Natural, 5 pp.

- cecília l.p. Sérgio. 1994. Lista vermelha dos briófitos da Península Ibérica. Editor Instituto da Conservação da Natureza, 45 pp. ISBN 9728083300, ISBN 9789728083304

- ---------------------, m. Sim-Sim, r. Figueira. 1993. Quantificação da deposição de metais pesados em Portugal, através da análise de briófitos: apresentação dos resultados finais de um programa piloto para Portugal. Editor Direcção Geral da Qualidade do Ambiente, 69 pp. ISBN 9729392072, ISBN 9789729392078

- creu Casas, montserrat Brugués, rosa m. Cros, cécilia Sérgio. 1989. Bryophyte cartography: Iberian Peninsula, Balearic and Canary Islands, Azores and Madeira. Parte 2 de Cartografia de briòfits, ISBN 8472830799, ISBN 9788472830790 Ed. Creu Casas, Instituto de Estudios Catalanes & Univ. Autònoma de Barcelona, 155 pp. ISBN 8472831442, ISBN 9788472831445 en línea

## Honores

### Eponimia
- (Orchidaceae) Pleurothallis sergioi Luer & R.Escobar[7]
- La abreviatura «Sérgio» se emplea para indicar a Cécilia Loff Pereira Sérgio Costa Gomes como autoridad en la descripción y clasificación científica de los vegetales.[8]